# セシル・カッセル

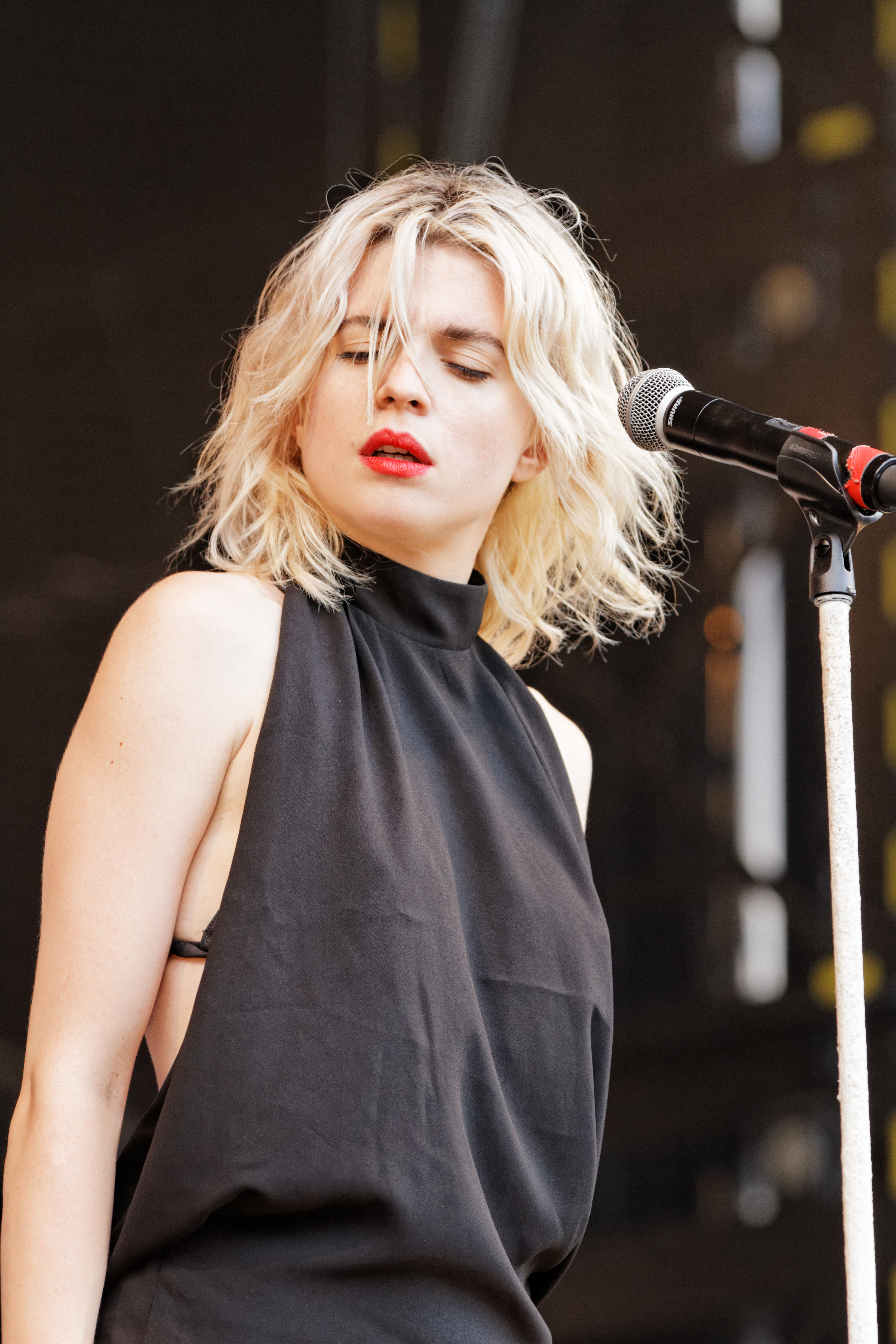
2014年

セシル・カッセル（Cécile Cassel、1982年6月25日 - ）は、フランスの女優。
父親はジャン＝ピエール・カッセル、異母兄はヴァンサン・カッセル。2002年に『クレアの純真』で映画デビュー。

## 主な出演作品
- クレアの純真 Vivante (2002)
- 好きと言えるまでの恋愛猶予 Bande du Drugstore, La (2002)
- Sex and the City Sex and the City (2003)　テレビシリーズ（ゲスト出演）
- 我が至上の愛〜アストレとセラドン〜 Amours d'Astrée et de Céladon, Les (2007)
- バルバロッサ 帝国の野望 Barbarossa (2009)
- 恋するローマ 元カレ/元カノ EX (2009)